# Schloss Loersfeld

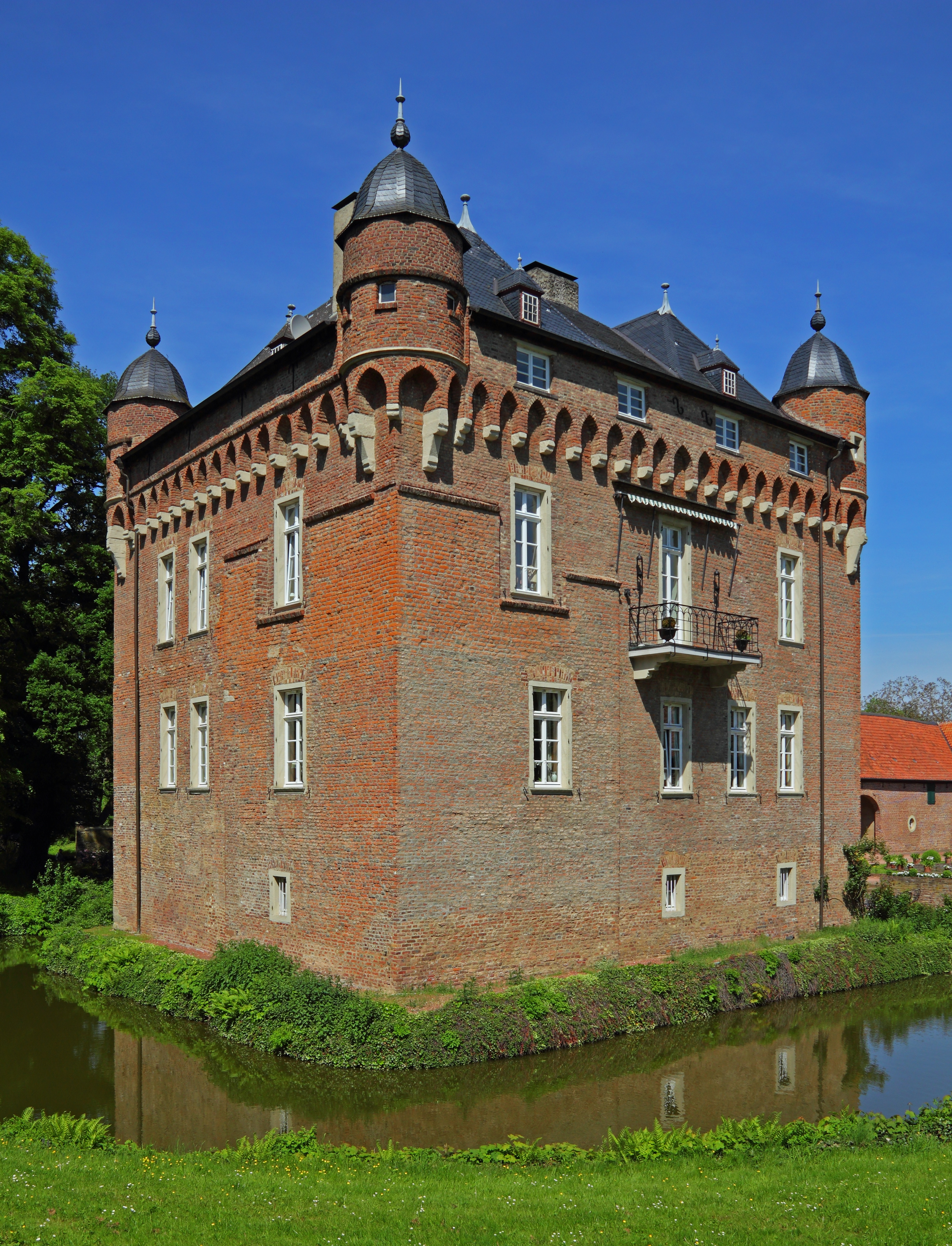
Schloss Loersfeld

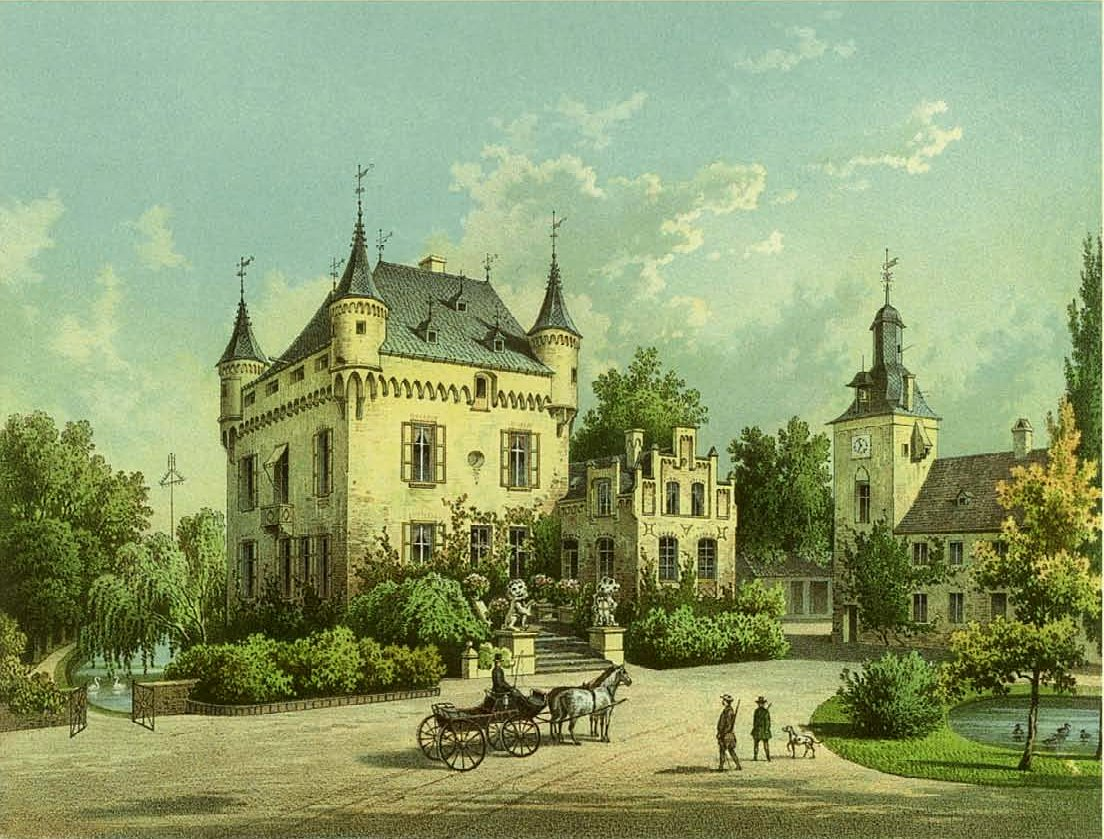
Schloss Loersfeld um 1860, Sammlung Alexander Duncker

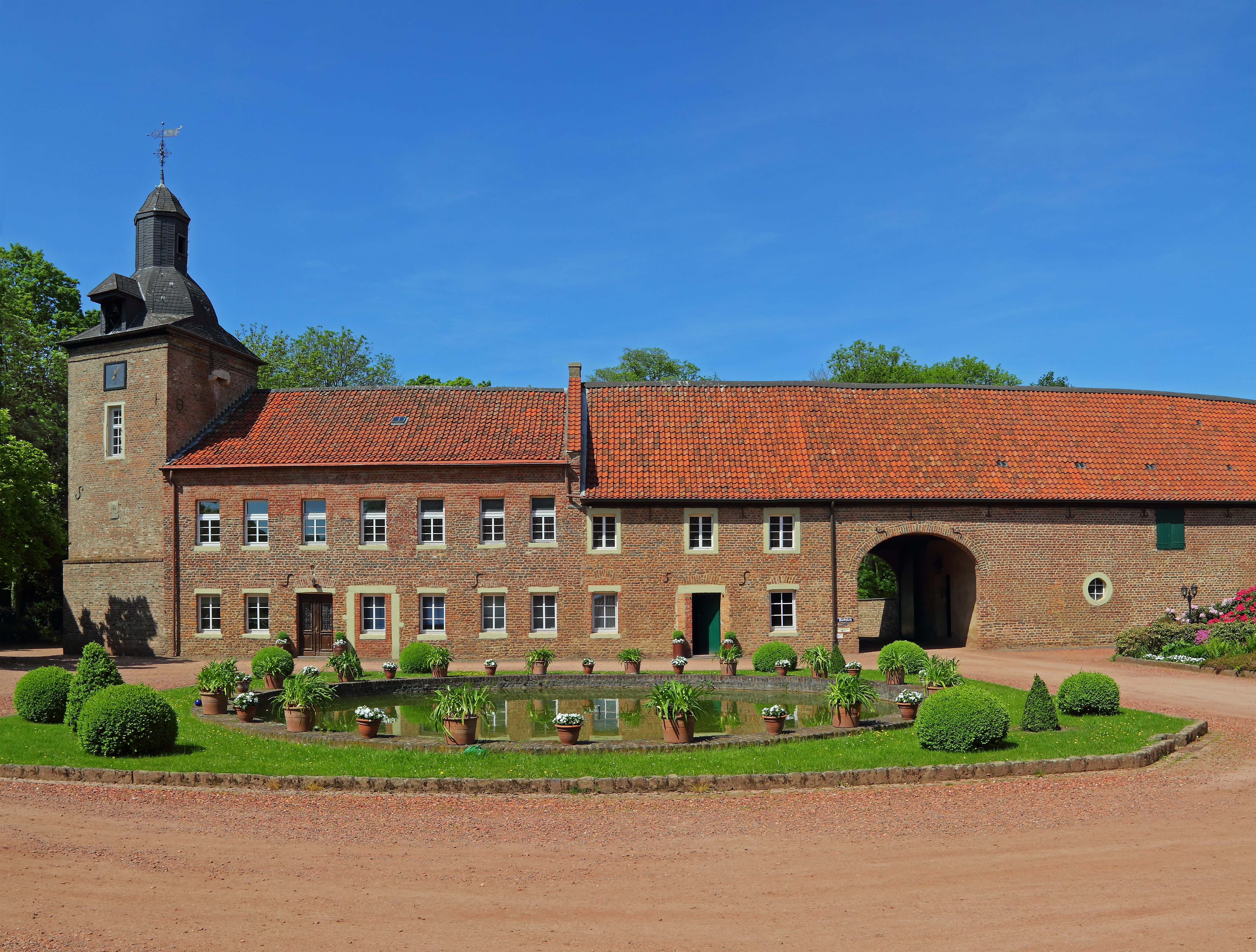
Schloss Loersfeld, Vorburg

Schloss Loersfeld liegt in Kerpen in Nordrhein-Westfalen. Es wurde im 15. Jahrhundert erbaut und ist seit 1819 im Besitz der Freiherren von Fürstenberg.

## Geschichte
Bereits 1262 wurde der Besitz der Herren von Loersfeld, zwischen den heutigen Naturschutzgebieten Loersfelder Busch und Parrig gelegen, urkundlich erwähnt. Zum Zeitpunkt seiner ersten Erwähnung gehörte der Loersfelder Hof dem Ritter Eberhard von Belle und dessen Gattin Hildegunde, die 30 Morgen Ackerland bei ihrem Hof  in lodervelt sita dem Kloster Bottenbroich verkauften. Da der Kaufvertrag in Kerpen abgeschlossen wurde und Johann von Kerpen als Grundherr mitsiegelte, gehörte Loersfeld offensichtlich damals zur Kerpener Grundherrschaft. Seitdem war Loersfeld bis zur Franzosenzeit Teil der Grafschaft Kerpen und Lommersum. Im weiteren Verlauf des 14. Jahrhunderts gelangte Loersfeld zunächst in den Besitz der Familie Merode, durch Heirat dann in den Besitz der Familie von Horn, die danach den Zusatz „genannt von Loersfeld“ annahmen. 1435 wurde Heinrich Spies von Büllesheim zu Bodendorf Besitzer des Hofes. Loersfeld blieb für die folgenden 140 Jahre, in denen das heutige Herrenhaus erbaut wurde, im Besitz dieser Familie, die zum Uradel des Herzogtums Jülich gehörte, bis es 1559 für 86 Jahre an die Familie von Eynatten ging. 1665 wurde das Schloss an Dietrich von Leers verkauft. Um 1770 erwarb es der Kölner Kaufmann Caspar Wilhelm von Hamm, von dem es nach dem Tod seiner Tochter Anna Catharina im Jahre 1795 an deren Mann Georg Albert Reinecker gelangte. Die heutige Vorburg wurde nach den Ankersplinten 1771 errichtet und ersetzte eine Vorgängerbebauung. Reinecker schließlich verkaufte Loersfeld mit allen Gebäuden und dazugehörigen Ländereien am 5. Juni 1819 an den westfälischen Erbdrosten Friedrich Leopold Reichsfreiherr von Fürstenberg zu Herdringen. Dessen sechster Sohn, der am 28. Juni 1805 geborene Franz Adolph Josef, war der erste Fürstenberg, welcher Loersfeld zu seinem Wohnsitz machte.
Neben umfangreichen Baumaßnahmen in den Jahren 1840 und 1865 ließ er auch den Park im englischen Landschaftsstil auf eine Gesamtgröße von zehn Hektar erweitern.
Als er am 14. Februar 1880 als Königlicher Kammerherr und Schlosshauptmann von Schloss Benrath starb, fiel sein Besitz an seinen Neffen Friedrich Leopold II. von Fürstenberg (Linie Borbeck-Hugenpoet).
Nach dessen Tod erbte 1901 sein auf Schloss Borbeck geborener Sohn Clemens den Loersfelder Besitz, der gemeinsam mit seiner Frau Therese geb. Gräfin von Korff gen. Schmising seinen Wohnsitz nach Loersfeld verlegte. Ihr einziger Sohn Clemens August verzichtete 1938 auf sein Erbe, so dass Loersfeld 1941 an die Hauptlinie Fürstenberg-Hugenpoet fiel. Eigentümer ist Maximilian Freiherr von Fürstenberg-Hugenpoet. Schloss Loersfeld liegt inmitten eines sehr gepflegten, zehn Hektar großen englischen Landschaftsparks und zählt zu den schönsten Burganlagen in Deutschland. Angehörige der Familie bewohnten das Schloss bis 1954, seit 1960 ist es an die Familie Bellefontaine verpachtet. 
Im August 1980  fand der Dresdner Maler A. R. Penck nach seiner Ausbürgerung aus der DDR im damals von seinem Galeristen Michael Werner bewohnten Schloss Loersfeld seinen ersten Wohn- und Arbeitsort in der Bundesrepublik Deutschland.
Der Pächter Thomas Bellefontaine betreibt im Herrenhaus seit 1992 ein Restaurant, das von 1999 bis 2019 mit einem Stern im Guide Michelin ausgezeichnet war. 2022 und 2023 wurde es erneut mit einem Michelin-Stern ausgezeichnet.

Im März 2018 zog die Gräflich Berghe von Trips‘sche Sportstiftung von der Villa Trips nach Schloß Loersfeld um.